# Zališčyky
Zališčyky (in ucraino Залiщики?; in russo Залещики?, Zaleščiki; in polacco Zaleszczyki) è una città dell'Ucraina (8928 abitanti) situata nel distretto di Čortkiv, nell'oblast' di Ternopil'. Ospita l'amministrazione della comunità territoriale di Zališčyky, una delle comunità territoriali dell'Ucraina.
Fino al 18 luglio 2020 Zališčyky era il centro amministrativo del distretto di Zališčyky, abolito come parte della riforma amministrativa dell'Ucraina, che ha ridotto a tre il numero dei distretti dell'oblast' di Ternopil'. L'area del distretto di Zališčyky è stata trasferita al distretto di Čortkiv.

## Luoghi d'interesse
Il Parco Zališčyky è il parco di maggior interesse di tutta la regione di Ternopil'.